# 莱登
莱登是德国下萨克森州的一个市镇。总面积79.88平方公里，总人口4571人，其中男性2363人，女性2208人（2011年12月31日），人口密度57人/平方公里。